# Pierre Davantès
Pierre Davantès, auch Antesignanus oder Maistre Pierre genannt (* um 1525 in Rabastens-de-Bigorre, heute im Département des Hautes-Pyrénées; † 31. August 1561 in Genf), war ein Komponist von Melodien des Genfer Psalters. Anfang 1559 zog er nach Genf, wo er als Bürger aufgenommen wurde. Er galt als Experte für Altphilologe, Latein, Griechisch und Hebräisch, der auch als Humanist und Theoretiker aktiv war. Er trug zur Praxis der Renaissance „ad fontes“ (der Rückkehr zu den Originalquellen) bei und arbeitete mit Matthias Bonhomme als Buchdrucker der Werke von Hippokrates und Terenz zusammen.

## Tonziffernschrift des Davantès
Davantés veröffentlichte 1560 sein für „mittelmäßige Musiker“ abgefaßten Psalmenbuch, in dem der die Bezeichnung der Töne mit Ziffern anstelle von Noten vorschlug. Er erklärte in dem Vorwort ausführlich, wie diese neue Bezeichnungsweise anzuwenden sei. Sehr viel später nahm Jean-Jacques Rousseau, der in Genf auf diese Schrift gestoßen war, diese Idee wieder auf. Davantès war bemüht für die Melodien der Psalmen, die aus unterschiedlich langen Versen gebildet waren, eine leicht anwendbare und platzsparende Notation zu finden. Hierfür verwendete er die Ziffern 1 bis 9 sowie die Buchstaben A und B für die Zahlen 10 und 11. Er setzte zur Unterscheidung zwischen dem « chant du b moll » und dem « chant du ♯ quarré » (Quarré entspricht Kreuz) jeweils einen Punkt vor oder hinter die Ziffern. Ziffern ohne Zusatzeichen entsprachen dem « chant neutre » (neutral). Es gab weitere Zeichen, um die Tonlängen oder Pausen zu Markieren.
Es kam aber nicht zu einer Verbreitung seiner Methode. Der Jesuit Athanasius Kircher verwendete 1650 im zweiten Band seiner Musurgia universalis zur Darstellung von Melodien und Partituren beispielsweise für den Satz Veni creator spiritus… eine etwas andere Ziffernnotation, um diese Methode zu veranschaulichen.
In dem Werk Pseaumes de David mis en rhythme frangoise par Clement Marot et Theodore de Besze. veröffentlichte er 83 der Psalmen des Genfer Psalters. Eine Ausgabe, die, wie Johannes Riggenbach schrieb: „durch eine doppelte Eigenthümlichkeit merkwürdig ist, erstlich dadurch, daß sie den Prosatext der Psalmen neben die Verse stellt, und zweitens, daß sie die Melodie bei der zweiten und den folgenden Strophen mit Ziffern wiederholt.“

## Wirken als Buchdrucker
Davantès Druckte das Buch La vraye et entiere histoire des troubles et choses memorables, avenues tant en France qu'en Flandres, et pays circonuoisins, depuis l’an 1562 von Henri Lancelot du Voisin de La Popelinière über die kriegerischen Ereignisse des Zweiten und Dritten Hugenottenkriegs. Dabei berichtete er über die Tapferkeit der Schweizer beim Rückzug aus Meaux und in den Schlachten bei Saint-Denis, Jarnac und Moncontour, die unterschiedlichen Belagerungen und die Auseinandersetzungen der Berner mit dem Herzog Emanuel Philibert von Savoyen. Das Werk endet mit dem Friedensschluss im August 1570.

## Werke (Auswahl)
- Nouvelle et facile methode pour chanter chacun couplet des Pseaumes sans recours au premier. In: Pseaumes de David mis en rhythme frangoise par Clement Marot et Theodore de Besze. 1560.
- La vraye et entiere histoire des troubles et choses memorables, avenues tant en France qu'en Flandres, et pays circonuoisins, depuis l’an 1562. Pierre Davantes, Basel 1572 (archive.org).